# 宁大铁路
宁大铁路，又名大通煤矿支线，是一条连接青海省西宁市和大通回族土族自治县的支线铁路，全长39千米，最初由兰州铁路局管辖，现由青藏铁路公司管辖。该线为当时规划建设的西宁至张掖铁路的前期铺垫，于1966年开工建设，1968年修建至大通县时停止继续修建。该线于2008年停止办理客运业务。主要车站：西宁站、西宁北站、孙家寨站、长宁堡站、陶家寨站和大通县站。